# 黃謙智
黃謙智（Arthur Huang，1978年—），台灣建築師，出生於台北市，11歲隨家人移居美國。

## 學歷
- 2001年獲得康乃爾大學建築學士學位
- 2004年獲得哈佛大學建築碩士學位

## 經歷
- 2005年 回台創辦小智研發。
- 曾於東海大學建築系擔任講師。

## 作品列表

### 台灣

#### 台北市
- 2010年臺北國際花卉博覽會流行館 (環生方舟)

## 外部連結
- 小智研發官方網站 （页面存档备份，存于）